# Queijo egípcio

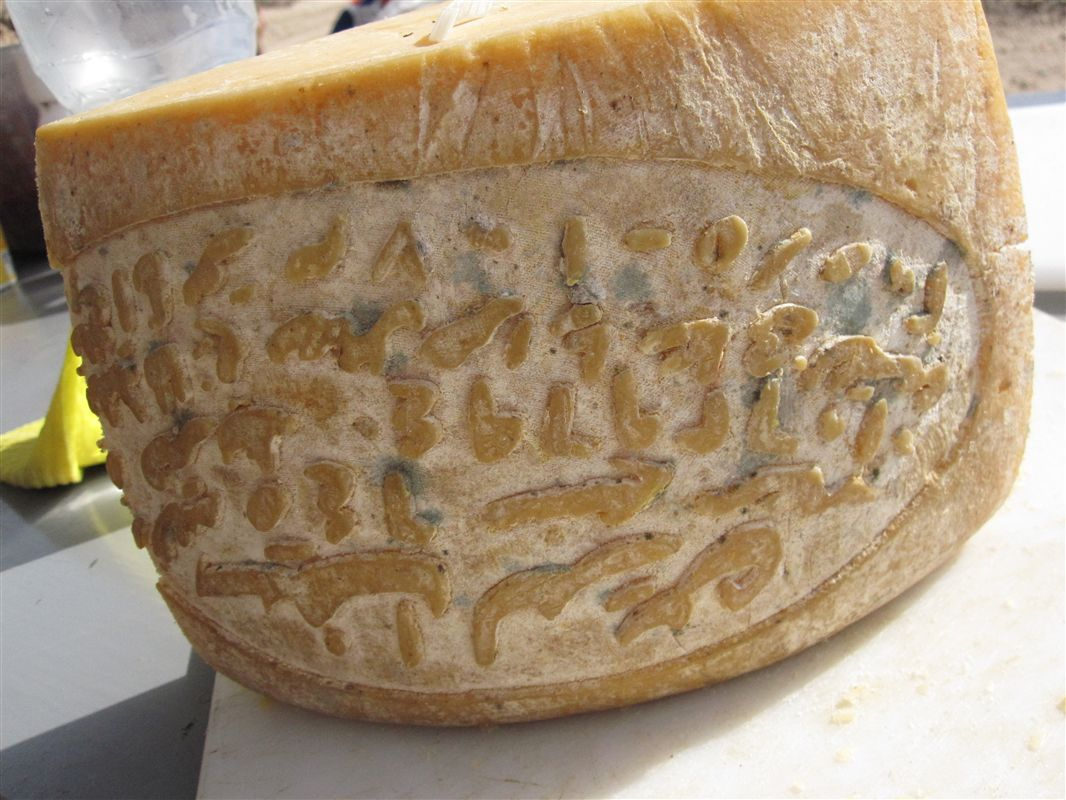
Queijo Rumi

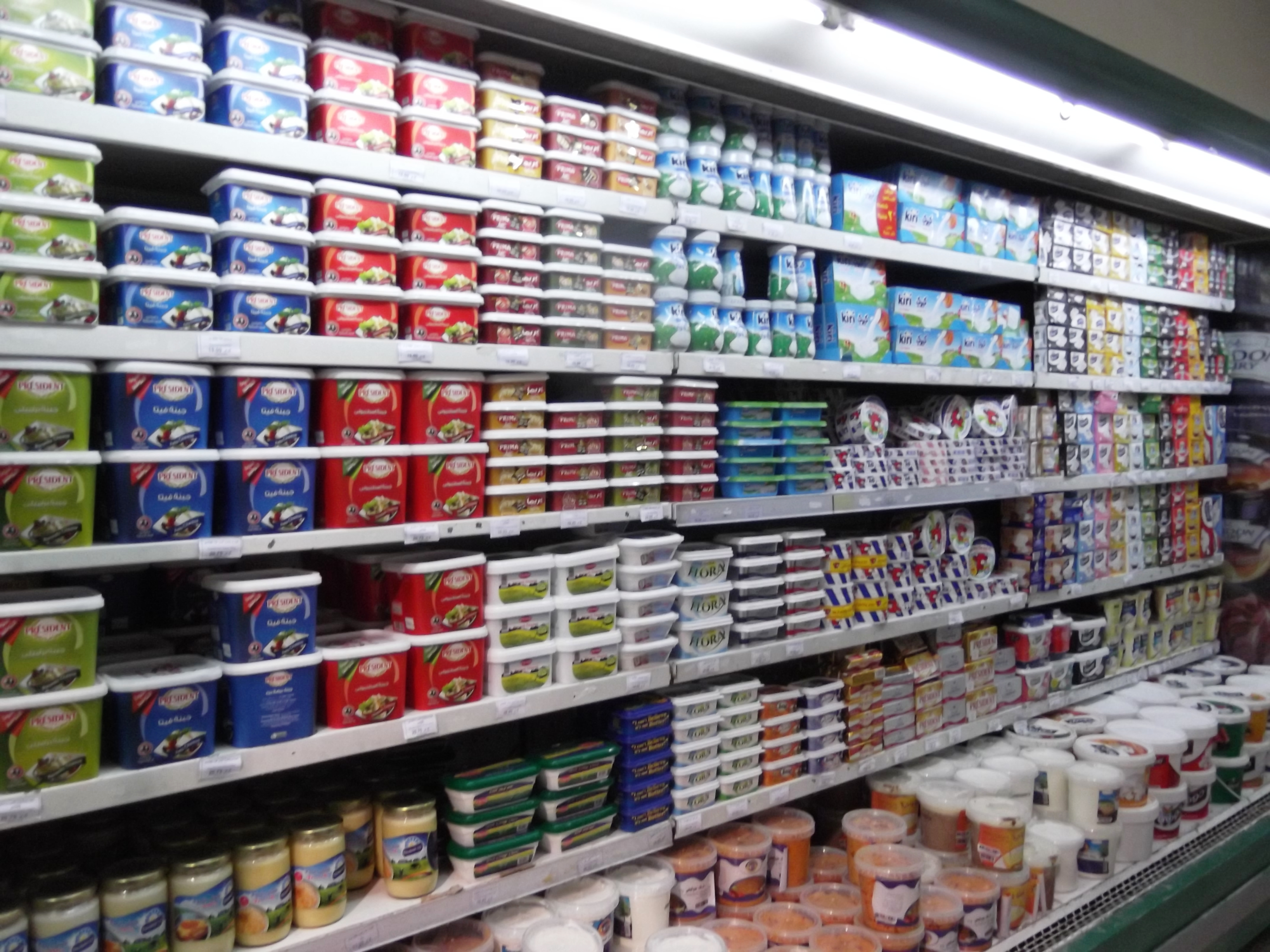
Queijos produzidos em massa em um supermercado egípcio

Queijo egípcio (em árabe egípcio:  جبنة ) refere-se à variedade de queijos produzidos na região do atual Egito. Tem uma longa história e é uma parte importante da dieta egípcia. Existem evidências da fabricação de queijos há mais de 5.000 anos, na época da I dinastia egípcia. Na Idade Média, a cidade de Damieta era famosa por seu queijo branco e macio. O queijo também era importado, e o queijo amarelo duro comum, rumi, leva o nome da palavra árabe para "romano". Embora muitas pessoas da área rural ainda fabriquem seu próprio queijo, principalmente o fermentado mish, os queijos produzidos em massa estão se tornando mais comuns. O queijo é geralmente servido no café da manhã e está incluído em vários pratos tradicionais, além de algumas sobremesas.

## História

### Antigo Egito
Pensa-se que o queijo se originou no Oriente Médio. A fabricação de queijo é retratada em murais de tumbas egípcias de 2.000 a. C.[carece de fontes?] Dois potes de alabastro que foram encontrados em Sacará, datados da I dinastia egípcia, continham queijo. Estes foram colocados na tumba por volta de 3.000 a. C. Eles provavelmente eram queijos frescos coagulados com ácido ou uma combinação de ácido e calor. É possível também uma tumba mais antiga, a do rei Atótis, ter contido queijo que, com base nas inscrições hieroglíficas dos dois potes, parece ser do Alto e Baixo Egito. Os potes são semelhantes aos usados hoje ao preparar o queijo mish.
O queijo Cottage era feito no Antigo Egito misturando-se o leite com pele de cabra e coando o resíduo usando um pano de junco. O Museu da Agricultura Egípcia Antiga exibe fragmentos desses panos.
No século III a. C., há registros de queijo importado da ilha grega de Quios, com uma taxa de importação de 25% sendo cobrada.

### Idade Média

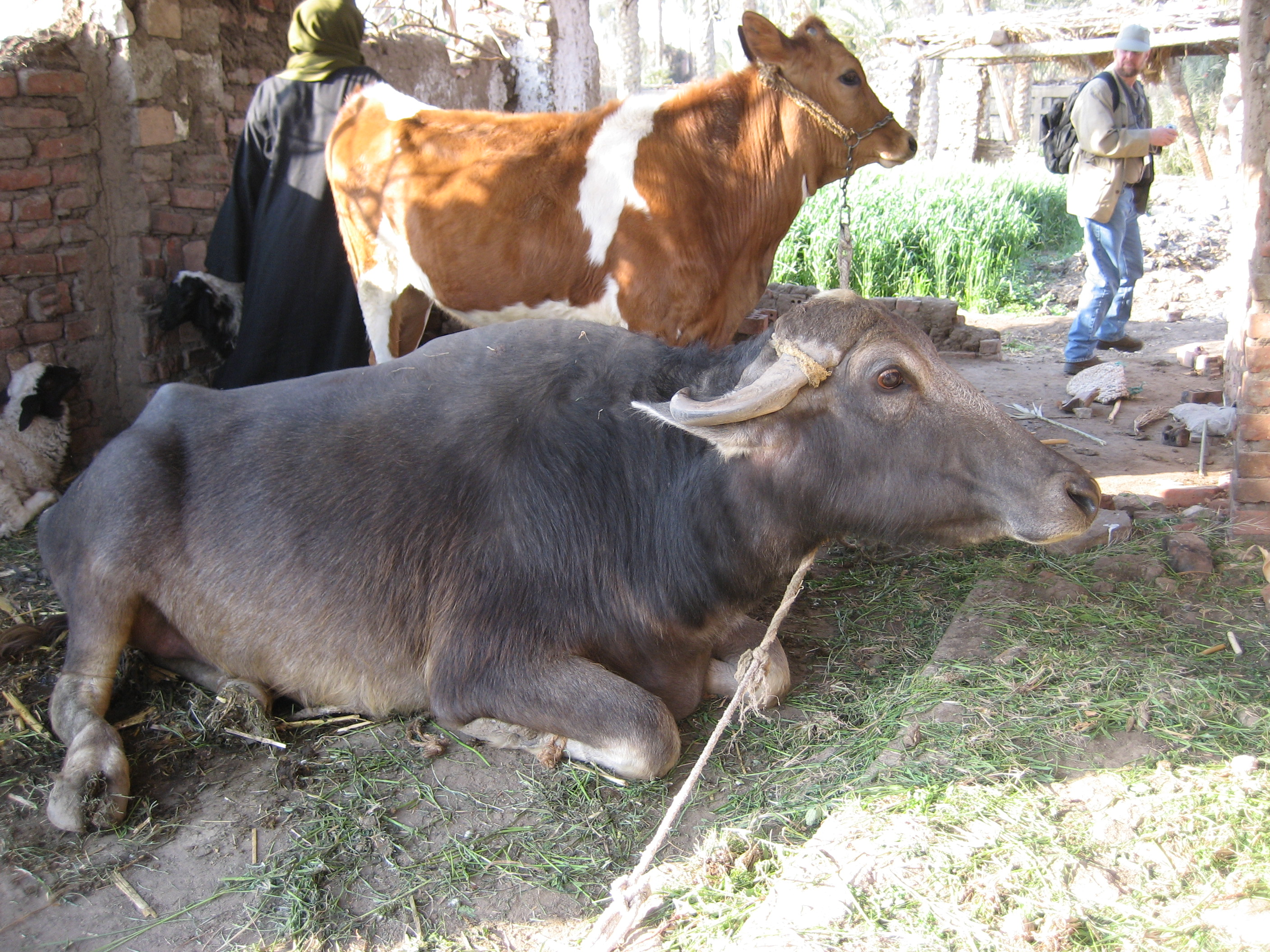
No Egito, búfalos d'água e gado são as duas fontes de leite usadas para o queijo domiati.

Segundo o filósofo medieval Al-Isra'ili, em sua época havia três tipos de queijo: "um queijo fresco úmido que era consumido no mesmo dia ou próximo a ele; havia um queijo seco antigo; e havia um médio entre eles ". O primeiro teria sido um queijo não amadurecido feito localmente com leite azedo, que pode ou não ter sido salgado. Os queijos secos antigos teriam sido, com frequência, importados e eram amadurecidos por enzimas ou bactérias de coalho. A natureza do queijo "médio" é menos certa e pode ter se referido a queijos frescos em conserva, leite evaporado ou queijo semelhante ao indiano Paneer, em que a adição de sucos vegetais causa a coagulação do leite.
O queijo egípcio medieval usava principalmente leite de búfala ou de vaca, com menos uso de leite de cabra e ovelha do que em outros países da região. Damieta, na costa do Mediterrâneo, era a principal área onde o queijo era produzido para consumo em outras partes do país. Damieta era famosa não só por seus búfalos, mas também por suas vacas Khaysiyya, das quais o queijo Kaysi era feito. O queijo Khaysi é mencionado já no século XI d. C. Um autor do século XV descreve o queijo sendo lavado, sugerindo que era salgado em salmouras. Portanto, pode ter sido um ancestral do queijo Dumyati moderno, produzido hoje no distrito de Damieta. O queijo frito ( جبنة مقلية gebna maqleyya ) era um alimento comum no Egito na Idade Média, cozido em óleo e servido com pão por vendedores de rua. O queijo frito era comido tanto pelos pobres quanto pelos ricos e era considerado uma iguaria por alguns dos sultões mamelucos.
Um escritor do século XVII descreveu mishsh como o "queijo qarish azul que foi guardado por tanto tempo que cortou a cauda do rato com seu sabor picante e o poder de sua salinidade". Os camponeses egípcios comiam esse queijo com pão, alho-poró ou cebola verde como parte fundamental de sua dieta. Parece que o mishsh feito e comido pelas pessoas do campo hoje é essencialmente o mesmo queijo. Os egípcios também importaram queijo da Sicília, Creta e Síria na Idade Média.

### Atualmente
A produção de queijos em conserva aumentou de 171.000 toneladas em 1981 para 293.000 toneladas em 2000, quase todas consumidas localmente. As importações de queijo para o Egito atingiram o pico de 29.000 toneladas em 1990, mas com a instalação de fábricas modernas, o volume de importações caiu para menos de 1.000 toneladas em 2002. Entre 1984 e 2007, a produção de queijo de todos os tipos no Egito aumentou progressivamente de cerca de 270.000 toneladas para mais de 400.000 toneladas. Em 1991, aproximadamente metade do queijo ainda era fabricado usando métodos tradicionais em áreas rurais, e a outra metade era feita usando processos modernos. O queijo Domiati comum estava sendo fabricado por laticínios particulares, usando pequenos lotes de leite de 500 kg  e em grandes fábricas governamentais em lotes de cinco toneladas. O governo detinha a propriedade da Misr Milk and Food Co., que possuía nove fábricas com uma capacidade anual de 13.000 a 150.000 toneladas de produtos lácteos.
O consumo anual de queijos em conserva foi estimada em 4,4 kg em 2000. Em 2002, estimou-se que mais de um terço da produção de leite egípcia era usada na fabricação tradicional de queijos em conserva ou queijos ultrafiltrados tipo feta. O queijo domiati agora contém menos leite de búfala que no passado. A gordura do leite de vaca é substituída em parte por óleos vegetais para reduzir custos e manter a cor branca esperada pelos consumidores. Muitas outras mudanças tem sido introduzidas como o tratamento térmico obrigatório do leite, mas os fabricantes lutam para manter o sabor, textura e aparências familiares dos queijos.

## Gastronomia

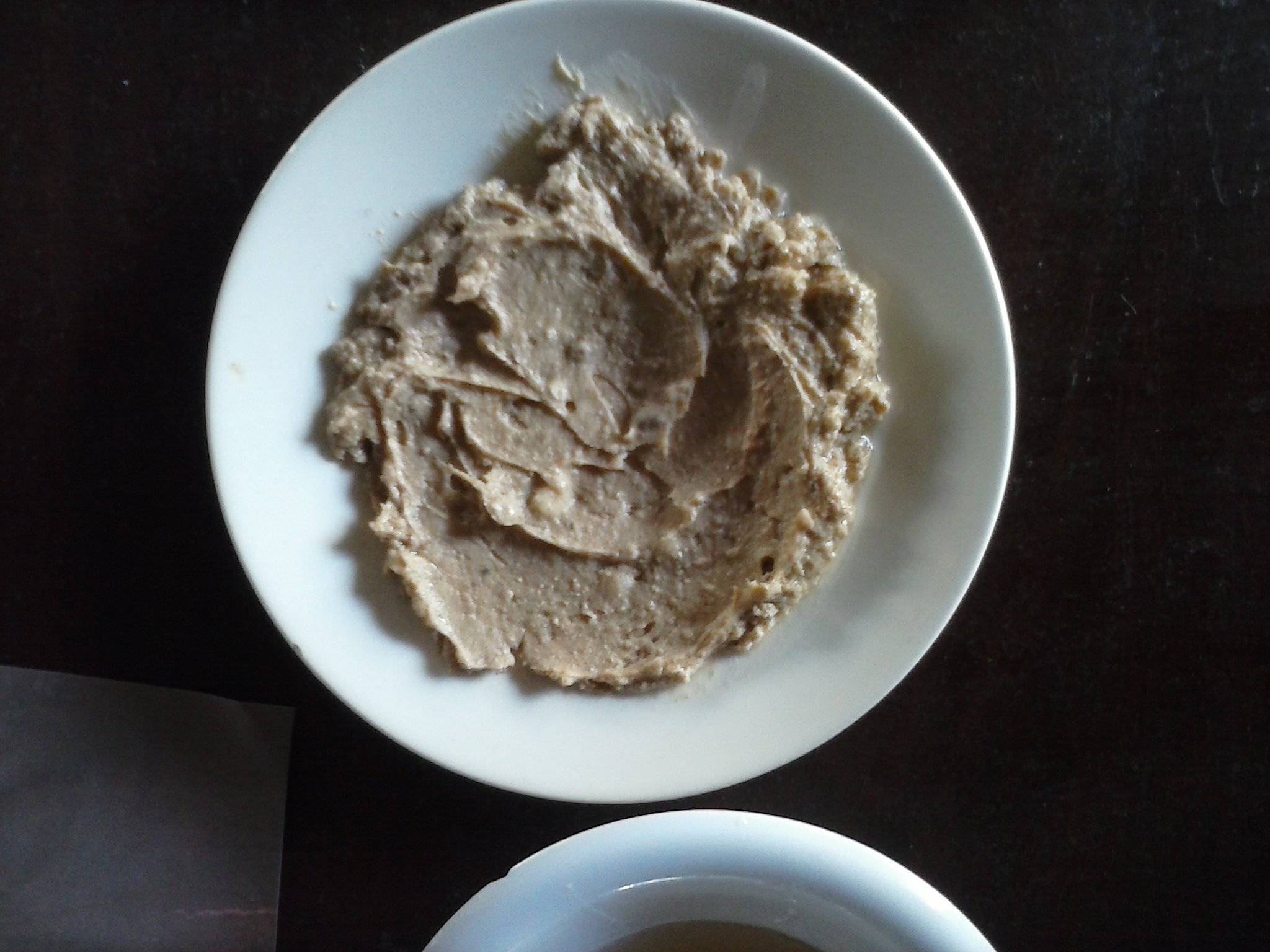
Mish, um queijo fermentado que é fundamental no Egito.

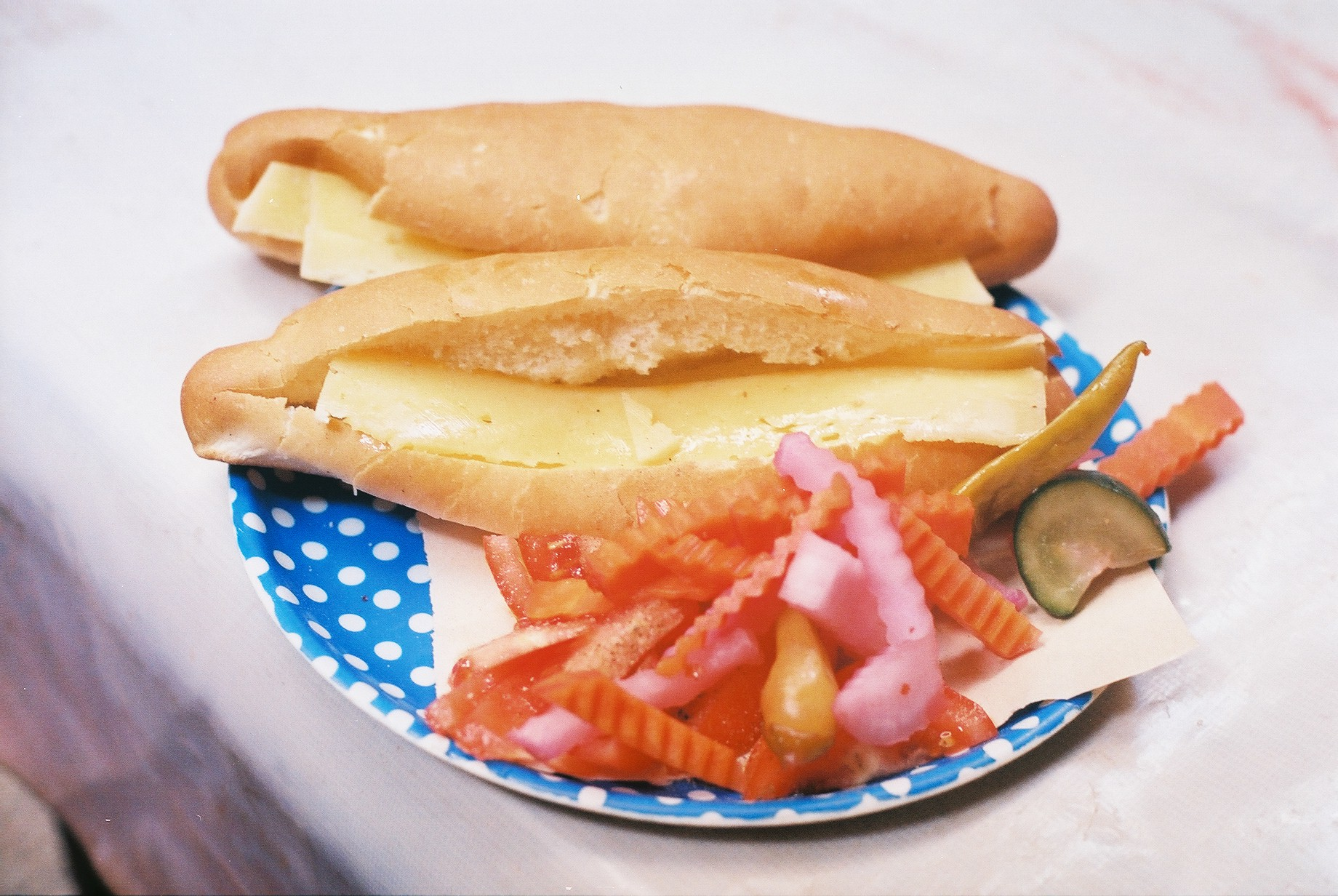
Fatias de queijo rumi em eish fino servido com uma costela de torshi no centro do Cairo

O queijo costuma ser servido no café da manhã no Egito, junto com pão, geleias e azeitonas. Vários tipos de queijos brancos e macios (categoricamente chamados de gebna bēḍa ) e gebna rūmi podem ser comidos em ēish fīno, uma pequena baguete, ou com ēish baladi, um pão folha que forma a espinha dorsal da culinária egípcia. Queijos brancos e mish também costumam ser servidos no início de uma refeição de vários pratos junto a vários aperitivos, ou muqabilat, e pão.
Fiteer é uma massa fina folhada de filo com recheio ou cobertura que pode incluir queijo branco e pimenta, carne moída, ovo, cebola e azeitona. A chamuça (Sambusak) é uma massa folhada que pode ser recheada com queijo, carne ou espinafre.
Qatayef, uma sobremesa comumente servida durante o mês do Ramadã, é de origem fatímida. Muitas vezes, é preparado por vendedores ambulantes no Egito. Qatayef são panquecas recheadas com nozes ou queijo macio, fritadas em imersão e cobertas com calda. No Egito, Ibn al-Qata'if, ou "filho do fabricante de panquecas", é um sobrenome judeu egípcio.

## Variedades de queijo
| Português | Árabe    | Descrição |
| --------- | -------- | --- |
| Areesh    | قريش     | Um tipo de queijo branco, macio e lático feito a partir de laban rayeb. |
| Baramily  | براميلى  | Um tipo de queijo branco envelhecido em barris, o nome se traduz em queijo barril em português. |
| Domiati   | دمياطى   | Um queijo branco macio geralmente feito de leite de vaca ou de búfala. É salgado, aquecido, coagulado com coalho e depois colocado em moldes de madeira, onde o soro é drenado por três dias. O queijo pode ser consumido fresco ou armazenado em soro salgado por até oito meses e depois amadurecido em salmoura. O queijo Domiati representa cerca de três quartos do queijo produzido e consumido no Egito. O queijo leva o nome da cidade de Damieta e acredita-se que tenha sido feito já em 332 a. C. |
| Halumi    | حلومى    | Semelhante ao halloumi cipriota, mas um queijo diferente. Pode ser consumido fresco ou salgado e temperado. O nome vem da palavra copta para queijo, "halum". |
| Istanboly | اسطنبولى | Um tipo de queijo branco feito com leite de vaca ou de búfalo, semelhante ao queijo feta. |
| Mish      | مش       | Produto picante e salgado, produzido por fermentação de queijo por vários meses em soro de leite salgado. É uma parte importante da dieta dos agricultores. O Mish geralmente é feito em casa a partir de queijo areesh. Produtos similares ao mish são fabricados comercialmente a partir de diferentes tipos de queijo egípcio, como domiati ou rumi, com diferentes fases de envelhecimento. |
| Rumi      | رومى     | Uma variedade de queijo duro, amadurecido por bactérias. Pertence à mesma família que Pecorino Romano e Manchego. É salgado, com uma textura quebradiça e é vendido em diferentes estágios do envelhecimento. |